# BRP Jose Rizal
Le BRP Jose Rizal (FF-150) est une frégate de la marine philippine, le navire de tête de sa classe de frégates lance-missiles. Il s’agit de la première frégate de la marine philippine spécialement construite pour ce service, car ses navires de guerre précédents étaient principalement des navires de patrouille à la retraite en provenance d’autres pays. Le Jose Rizal est également l’un des principaux navires de guerre de la marine philippine, capable de mener des opérations multirôles, telles que la patrouille côtière et la lutte anti-sous-marine.

## Conception
Le BRP Jose Rizal a été conçu et construit par Hyundai Heavy Industries (HHI) en Corée du Sud. Il est dérivé des frégates de classe Incheon de la marine de la république de Corée (ROKN). Des modifications ont été apportées à la conception de base en utilisant des caractéristiques que l’on retrouve sur les nouvelles frégates de la ROKN, permettant une réduction de la surface équivalente radar grâce à des lignes plus épurées, une conception de surface plus lisse, des porte-à-faux réduits et un franc-bord plus bas.

## Construction et livraison

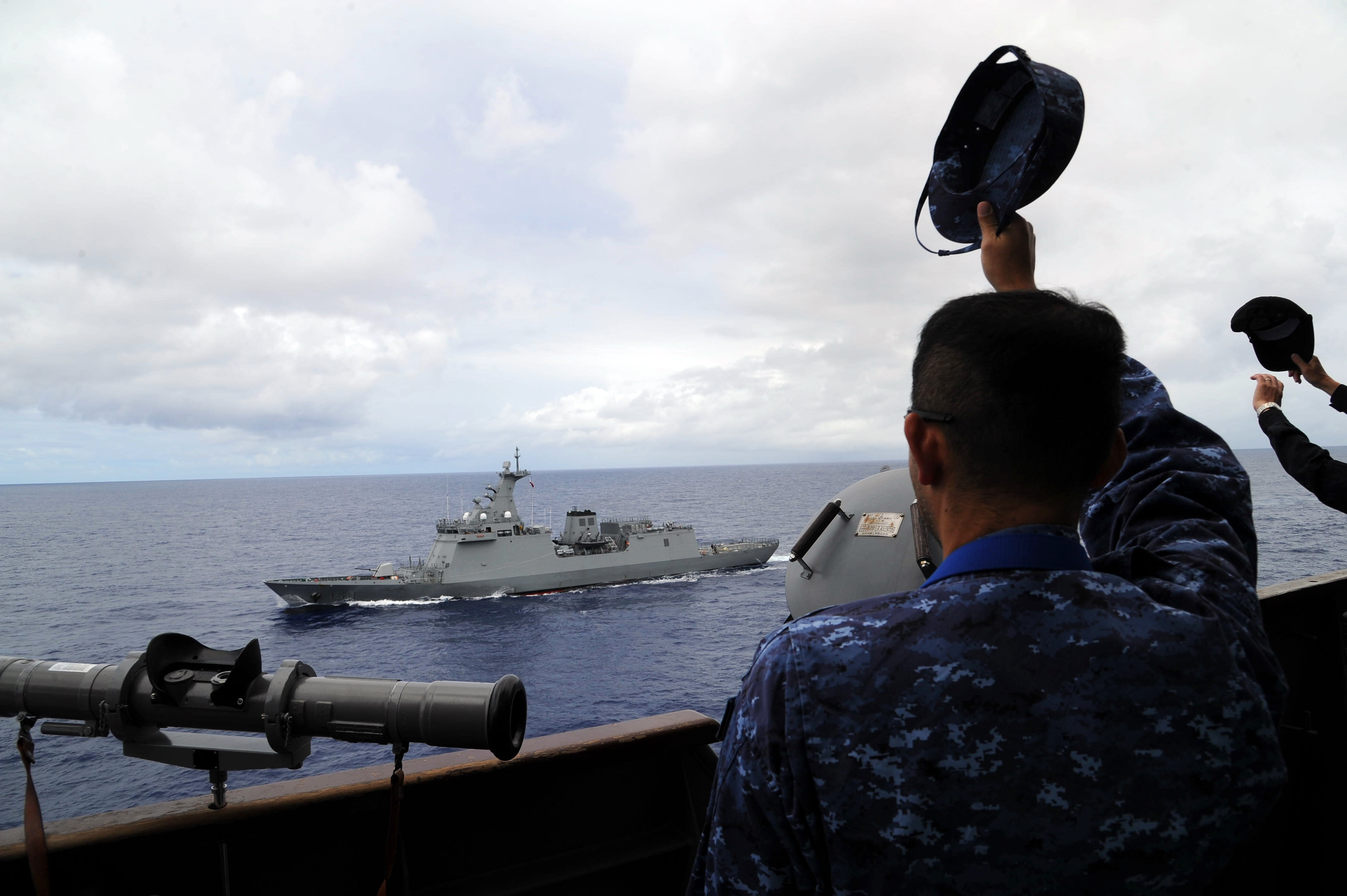
Le BRP Jose Rizal vu depuis un navire de la Japan Maritime Self-Defense Force à RIMPAC 2020.

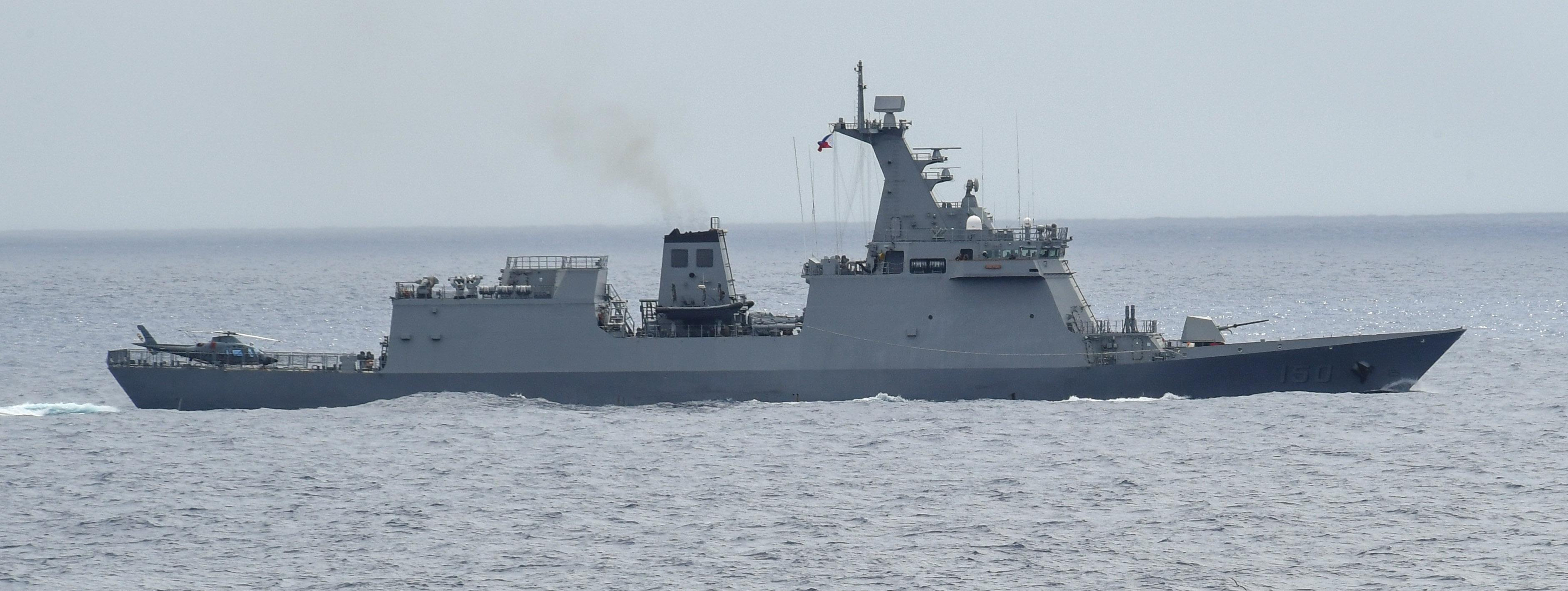
Le BRP Jose Rizal (FF-150) participe à un exercice de manœuvre tactique avec des navires de la Garde côtière américaine et de la marine américaine lors de l’exercice RIMPAC 2020.

La cérémonie de découpe de la première tôle d’acier a eu lieu le 1er mai 2018 au chantier naval de HHI à Ulsan, en Corée du Sud, marquant la première étape du processus de construction du navire, première des deux frégates de sa classe. Le navire a reçu le numéro de chantier P159.
Le 16 octobre 2018, HHI a organisé la cérémonie de pose de la quille du P159, marquant le début officiel de la construction du navire.
Le 20 décembre 2018, le secrétaire à la Défense nationale, Delfin Lorenzana, a annoncé les noms des deux futures frégates construites par HHI : les BRP Jose Rizal et BRP Antonio Luna.
Le 23 mai 2019, HHI a lancé le premier navire, le futur BRP Jose Rizal. Lors d’une conférence de presse tenue le même jour, un responsable de Hanwha a déclaré que la Liaison 16 ne serait probablement pas compatible avec les frégates avant 2020, en raison de problèmes entre les États-Unis et la Corée du Sud. 
De novembre 2019 à février 2020, HHI a organisé six essais en mer qui ont permis de tester :
- la navigabilité générale, les systèmes de propulsion du navire et les systèmes associés, y compris ses radars,
- l’équipement de communication et de navigation,
- le tir de son canon principal Super Rapid de 76 mm,
- les armes et capteurs, les performances du navire et le système intégré de gestion de plate-forme[6].

Toute l’équipe du Comité d’inspection technique et d’acceptation a assisté aux essais d'acceptation en mer du navire, qui se sont déroulés en Corée du Sud, et a indiqué qu’il avait obtenu des résultats « généralement satisfaisants ».
Le navire est arrivé à Subic Bay, Zambales, le 23 mai 2020, après un voyage de cinq jours depuis Ulsan, en Corée du Sud. La mise en service a été retardée après que l’un des 65 membres d’équipage du navire a été testé positif à la COVID-19 au milieu de la pandémie. Le 12 juillet 2020, le navire a finalement été mis en service, officialisant le nom BRP Jose Rizal (FF-150).

## Carrière
Le BRP Jose Rizal a participé à l’exercice RIMPAC 2020.
En décembre 2021, il a été envoyé à Palawan pour fournir une aide humanitaire aux communautés touchées par le typhon Odette.
Le 16 octobre 2022, le Jose Rizal est devenu le premier navire de la marine philippine à effectuer un ravitaillement en mer, lorsqu’il a reçu 30 000 litres de carburant du HMAS Stalwart de la Royal Australian Navy.
Le 27 avril 2023, le Jose Rizal a participé à couler le BRP Pangasinan dans le cadre de l’exercice Balikatan 2023. Le navire a tiré au canon sur le BRP Pangasinan.
Le premier tir de missile C-Star a lieu le 8 mai 2024 durant les exercices BALIKATAN, coulant l'ancien BRP Lake Caliraya au large de Laoag, Ilocos Norte.